# Nikkor

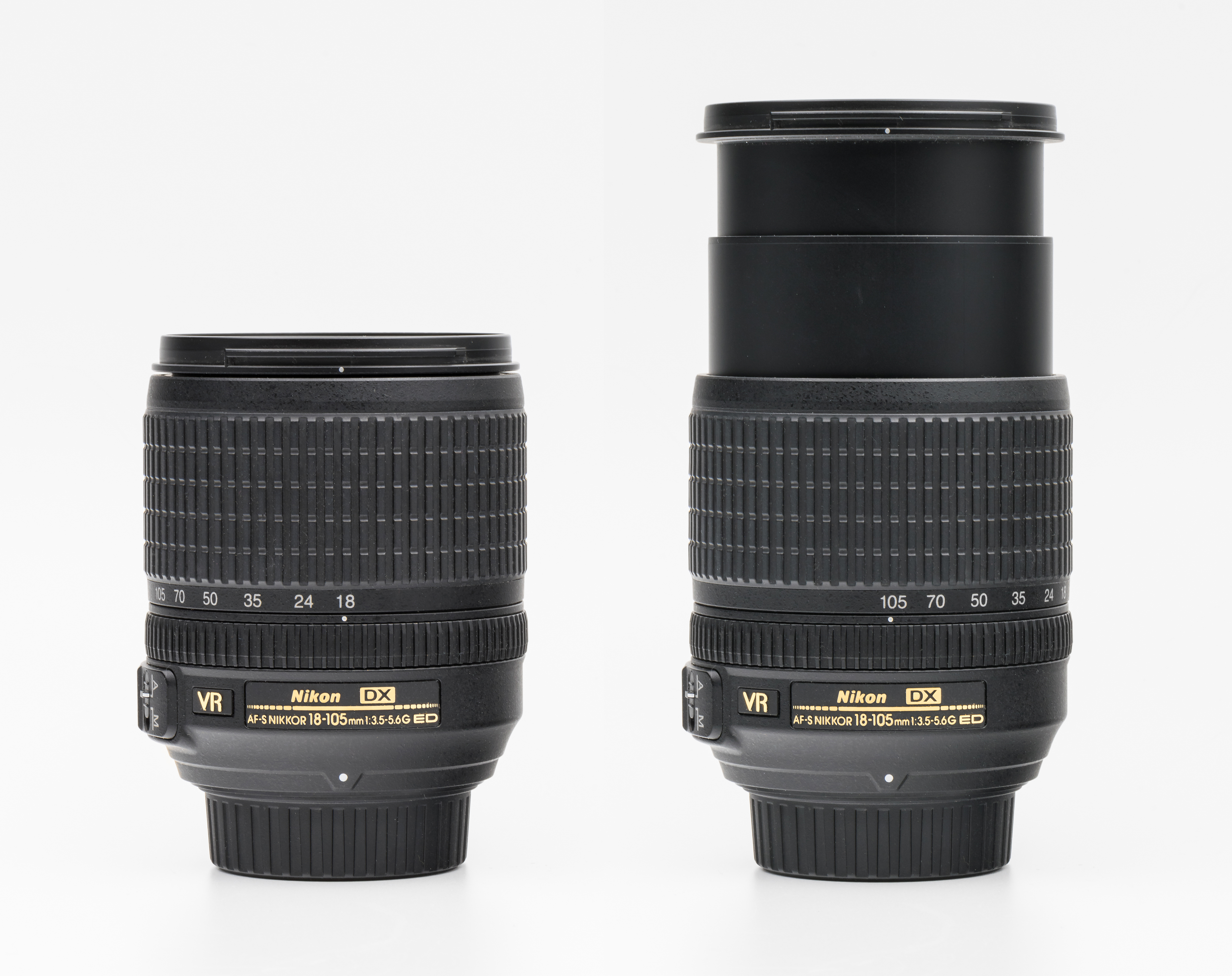
Obiektyw AF-S DX Nikkor 18-105mm f/3.5-5.6G ED VR

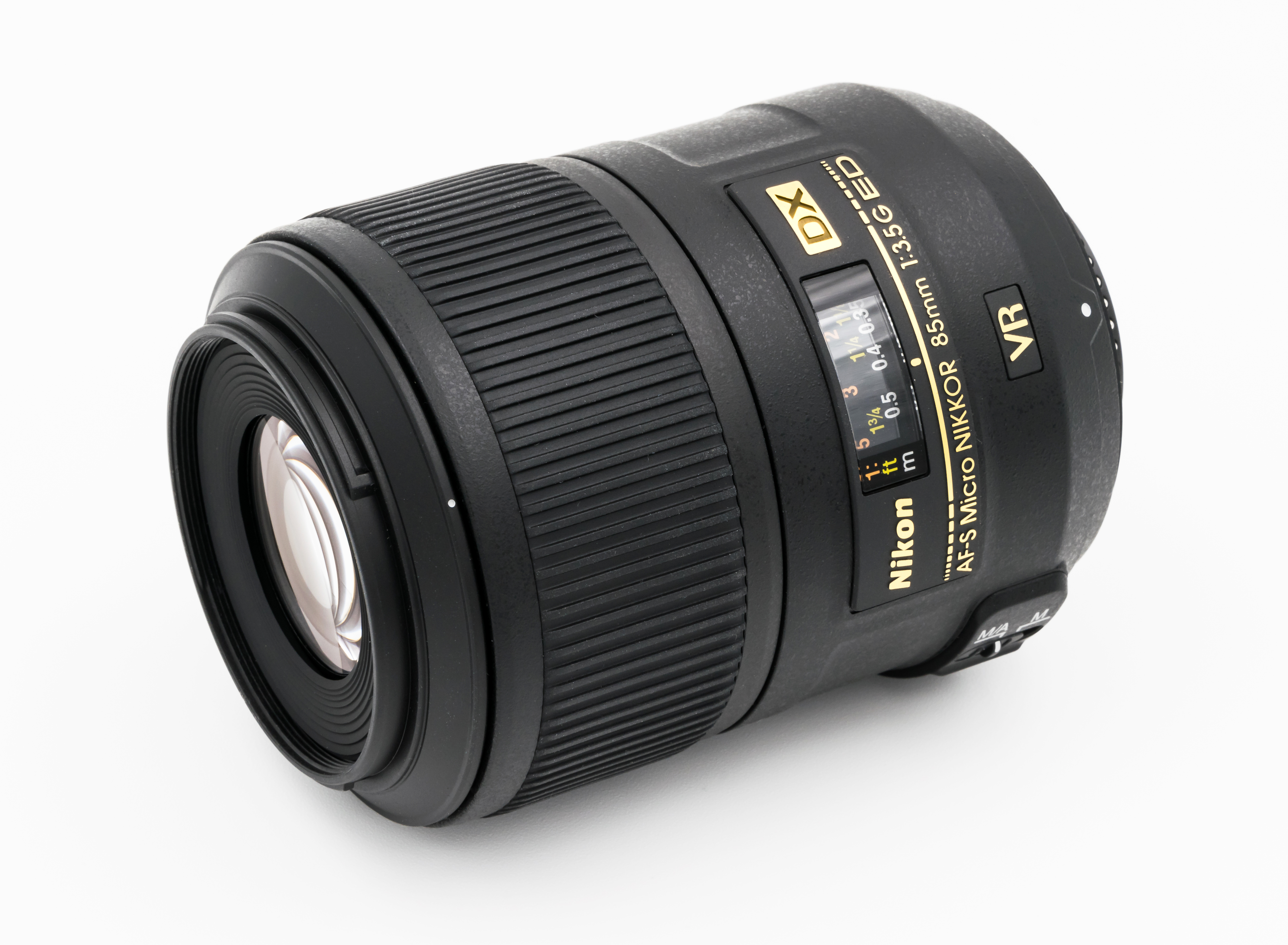
Obiektyw AF-S DX Micro Nikkor 85mm f/3.5G ED VR

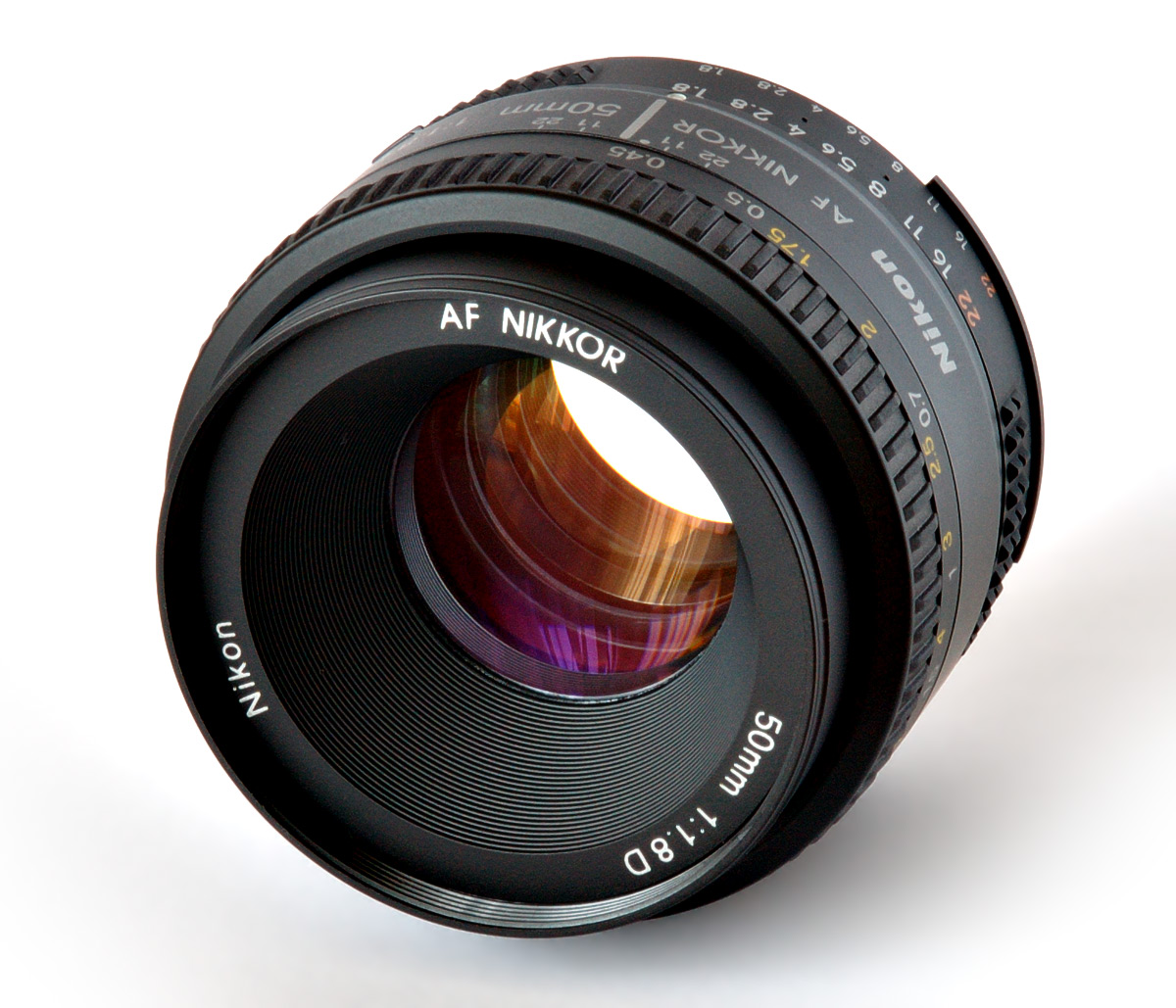
Obiektyw Nikkor 50mm

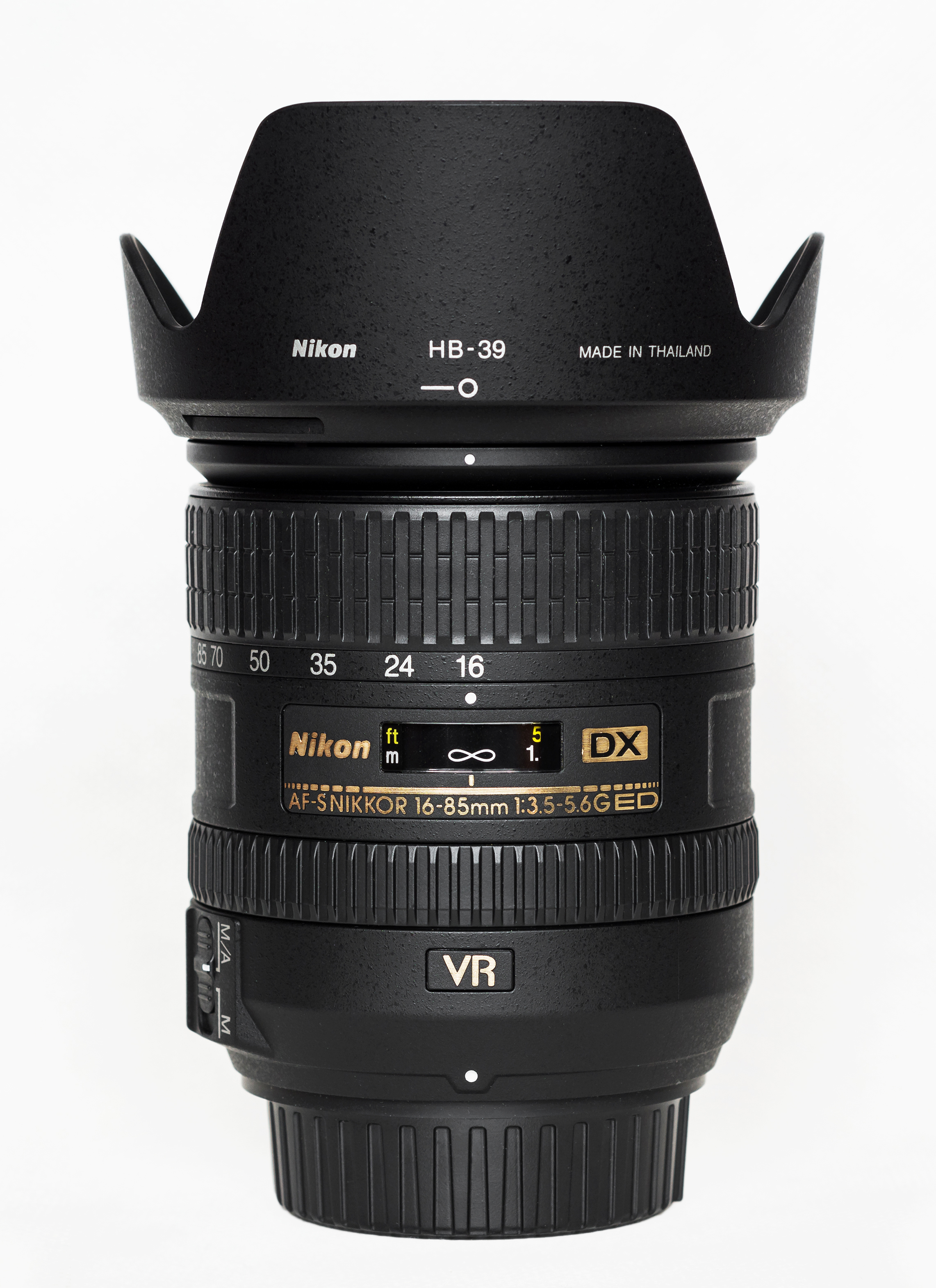
Obiektyw Nikkor AF-S DX 16-85 mm

Nikkor – nazwa praktycznie wszystkich obiektywów produkowanych lub firmowanych przez japońskiego producenta sprzętu fotograficznego Nippon Kogaku, dostosowanych do aparatów fotograficznych o nazwie Nikon produkowanych przez tę samą firmę, oraz aparatów wielkoformatowych. Po raz pierwszy nazwa Nikkor użyta została w 1932 roku.

## Skróty stosowane przez Nikona w nazwach Nikkorów
W nazwach Nikkorów często pojawiają się skróty (np. AF-S 18-70mm f/3.5-4.5G DX ED IF) opisujące konkretne funkcje lub właściwości obiektywu. Najważniejsze z nich to:
- Pre-AI – Nie używany bezpośrednio przez Nikona skrót określający obiektywy bez AI, wyprodukowane przed 1977 rokiem. Istnieją trzy rodzaje tych obiektywów: A (chromowy pierścień do mocowania filtrów), C (czarny pierścień do mocowania filtrów) i K (obiektyw pokryty warstwą gumy). Informacja o ustawionej przysłonie przekazywana jest mechanicznie poprzez specjalny uchwyt mocowany do pierścienia przysłony
- AI – Automatic Maximum Aperture Indexing. Obiektyw przekazuje mechanicznie informację o ustawionej przysłonie poprzez wbudowany uchwyt i posiada wgłębienie przy bagnecie pozwalające aparatowi na odczyt maksymalnej wartości przysłony. Umożliwia to użycie m.in. automatyki czasu i pomiaru matrycowego. Obiektywy AI produkowano od roku 1977 do połowy lat 80.
- AI-S – Aperture Indexing Shutter (system). Przysłona obiektywu może być sterowana przez aparat.
- E – Pierwsze obiektywy AI do produkcji których użyto tworzyw sztucznych.
- AI-P – Obiektywy AI-S z wbudowanym procesorem przekazującym elektronicznie do aparatu dane o ustawieniach obiektywu.
- F3AF – Specjalne obiektywy do aparatu F3-AF umożliwiające autofocus (1983)
- AF – Autofocus (1986).
- AF-D – Distance. Obiektyw przekazuje aparatowi wartość odległości, na którą ustawiona jest ostrość (zarówno przy AF jak też manualnym ostrzeniu). Informacja jest wykorzystywana w nowszych aparatach z pomiarem 3D Matrix i/lub RGB. Wprowadzono w 1992 roku.
- AF-I – Autofocus coreless integrated motor. Wbudowany bezrdzeniowy silniczek umożliwia szybszy autofocus. Obiektyw przekazuje dane o odległości (AF-D). Wprowadzono w 1992 roku.
- AF-P - obiektywy w których do napędu autofokusu zastosowano silnik krokowy, który jest szybszy i cichszy od dotychczas stosowanych. Dzięki temu rozwiązaniu obiektywy AF-P lepiej nadają się do filmowania (silnik krokowy pozwala na płynną zmianę punktu ustawienia ostrości; odgłos jego pracy jest praktycznie niesłyszalny co powoduje, że jakość zarejestrowanego materiału nie jest obniżana przez odgłosy pracy mechanizmu ustawiania ostrości). Wprowadzono w 2016 r.
- AF-S – Autofocus "Silent Wave" Motor. Wbudowany silniczek ultradźwiękowy umożliwia jeszcze szybszy i cichszy autofocus, podobnie do techniki USM Canona, SDM Pentaxa czy HSM Sigmy. Obiektyw przekazuje dane o odległości (AF-D). (1996)
- ED – Extra-low Dispersion. Soczewki obiektywu są wykonane ze specjalnego szkła redukującego aberrację chromatyczną.
- IF – Internal Focus. Podczas ustawiania ostrości porusza się jedynie wewnętrzna grupa soczewek, dzięki czemu nie zmienia się długość obiektywu w czasie ostrzenia.
- DX – Obiektyw zaprojektowany do cyfrowych lustrzanek i matryc typu DX (23,7 x 15,6mm). Niedoświetla pełnej klatki 35 mm (FF- FullFrame 36 x 24mm), przez co nie nadaje się do analogowych aparatów. Efektem tego niedoświetlenia jest winietowanie. Skala na obiektywie podaje ogniskową, tak, jak w lustrzance małoobrazkowej, trzeba jednak pamiętać, że kadr będzie taki, jakby zastosować ogniskową ok. 1.5 razy dłuższą w analogowym aparacie małoobrazkowym (35 mm). Należy pamiętać bowiem, że ogniskowa obiektywu to fizyczna wielkość charakterystyczna dla obiektywu i niezależna od podłączanego aparatu, jednak efekt zdjęciowy różni się – kadr, więc i kąt widzenia, zależny jest od wielkości elementu światłoczułego (rodzaj filmu, matrycy itd.) i jego odległości od obiektywu – przy porównaniu systemów o tej samej ogniskowej obiektywów;
- VR – Vibration Reduction. Redukcja wibracji poprzez ruchomą grupę soczewek w obiektywie, kompensującą drgania wywołane przez podniesienie lustra oraz przez samego fotografa. W wersji II (VRII) umożliwia o max. 4 EV (max. 3 EV w wersji I) dłuższe czasy naświetlania, co często pozwala zrezygnować ze sztucznego oświetlenia. VR działa podobnie do systemu IS Canona.
- G – Obiektyw nie posiada osobnego pierścienia do ustwienia przysłony. Reszta identycznie jak w AF-D.
- Micro – Obiektyw przystosowany do makrofotografii.
- N – zawiera soczewkę (soczewki) pokryte nanokrystaliczną powłoką przeciwodblaskową.
- PC – Perspective Control. Obiektyw z ruchomą przednią soczewką, umożliwia korekcję perspektywy.
- Reflex – Obiektyw z lustrem zamiast soczewek, podobny do teleskopu Cassegraina. Lustro umożliwia bardzo długą ogniskową przy jednocześnie względnie niewielkich gabarytach. Obiektywy tego typu mają stałą wartość przysłony.
- UV – Obiektyw przystosowany do fotografii w świetle ultrafioletowym.
- Medical – Obiektywy z wbudowaną lampą błyskową do bezcieniowego fotografowania z niewielkiej odległości, zazwyczaj stosowane w medycynie.
- DC - Defocus Control. Dodatkowy pierścień na obiektywie umożliwiający sterowanie rozmyciem tła (bokeh).

UWAGI: Obiektywy AF Nikkor – z pominięciem AF-I, AF-S i obiektywów do aparatu F3AF – mają możliwość samoczynnego ostrzenia (autofokusa) tylko z aparatami, które mają wbudowany silnik i których pierścień mocujący ma mechaniczne sprzęgło do przeniesienia momentu obrotowego tego silnika na obiektyw. Wraz z wprowadzeniem na rynek lustrzanki cyfrowej D40 Nikon ma w swojej ofercie lustrzanki z autofokusem bez silnika w korpusie. Modele lustrzanek cyfrowych: D40, D40X, D60, D3000, D3100, D5000 i D5100 mogą samoczynnie ostrzyć tylko z obiektywami AF-I i AF-S; wszystkie te obiektywy mają wbudowany silnik fokusa i nie wymagają mechanicznego sprzęgania z silnikiem w korpusie aparatu. W przypadku zamontowania na którymś z wymienionych aparatów obiektywu AF Nikkor możliwe jest ostrzenie ręczne, jak w aparacie bez autofokusa. Pozostałe funkcje – światłomierz i automatyka ekspozycji – działają bez zmian.
Pozostałe modele lustrzanek cyfrowych i na film formatu 135 (35mm) oznaczone AF – z wyjątkiem F3AF – obsługują autofokus z obiektywami AF (mechanicznie), a spora część lustrzanek wprowadzonych do produkcji po roku 1991 – włączając wszystkie cyfrowe z serii D – obsługują także autofokus z obiektywami AF-I i AF-S (elektrycznie). Tańsze modele lustrzanek na film formatu 135 mogą nie mieć możliwości samoczynnego ostrzenia z obiektywami AF-I i AF-S; w takiej sytuacji możliwe jest ostrzenie ręczne, jak przy obiektywie bez autofokusa. Zaleca się zasięgnięcie informacji w instrukcji obsługi danego modelu, czy dany obiektyw jest zgodny i umożliwia korzystanie z wymaganych funkcji.